# Озёрное (Житомирский район)
Озёрное (укр. Озерне) — посёлок, который находится в Житомирском районе Житомирской области Украины. Расположенный в 15 км от Житомира, по направлению на Бердичев.
Озёрное — тихий зелёный городок. Был основан в 1959 году.

## История
Своё первое название населённый пункт получил от расположенного рядом села Скоморохи Житомирского района, Житомирской области. Именно в то время вблизи села Скоморохи была построена взлётно-посадочная полоса и, фактически, создан аэродром, который и получил своё первое название «Скоморохи». С 1933 году несколько зданий военного гарнизона вошло в состав посёлка Скоморохи. Это было начало развития военного городка. Военные, которые служили и работали на аэродроме «Скоморохи», жили в посёлке Гуйва и относились к тамошнему военному гарнизону. Для обустройства жизни и обслуживания аэродрома они ежедневно приезжали на аэродром в «Скоморохи». К тому времени здесь была построена всего одна взлётно-посадочная полоса и некоторые технические сооружения. Однако к началу Второй мировой войны данный аэродром имел большое стратегическое значение. В посёлке также уже функционировало одно крыло школы.
Гарнизонный Дом офицеров (архитектор И. Каракис) был построен в 1936 году и сохранился и по сей день. Также функционировало помещение лазарета, несколько зданий жилого сектора (под № 3, 4, 5, 6, 7).
Во время немецкой оккупации аэродром был достроен трудом военнопленных, была также проложена брусчатка через посёлок Скоморохи, которая соединила его с автодорогой на Житомир возле железнодорожного переезда. От аэродрома Озёрное до бункера в пгт. Гуйва была построена поземная дорога, которая была потом затоплена и не освоена до сих пор.В помещении школы во время оккупации находилась немецкая комендатура.
Весной 1944 году на аэродром перебазировался истребительный авиационный полк Воронежского истребительного авиационного корпуса, который и по сей день там дислоцируется. Тогда на аэродроме располагался также и полк авиации дальнего радиуса, от действия которого до последнего времени «дрожала» вся Европа, потому что на вооружении полка находились не только мощная авиационная техника, но и оружие массового поражения. Международные обязательства и миролюбивый курс политики государства привели к сокращению таких военных структур, поэтому от полка дальней авиации осталась на память комната-музей боевой славы в гарнизонном Доме офицеров и сверхзвуковой ракетоносец Ту-22К, установленный на постамент на Аллее Славы Героям-авиаторам. В послевоенное время наш посёлок начал активно застраиваться. В 1945 году военные, обслуживавшие аэродром и военную авиационную технику, окончательно перебазировались из посёлка Гуйва в посёлок Скоморохи, а военные части были передислоцированы в новый гарнизон. В это время были построены жилые дома № 8, 9, 10, 11, 12 и другие, новые два крыла местной школы. Напротив школы — на плацу и до 46 дома в годы войны было кладбище.
С 1959 года местный военный гарнизон получил новое название — Озёрненский гарнизон и соответственно аэродром «Озерное». Примерно с этого времени началась активная застройка.
В 1963 году была начата существенное реконструкция аэродрома, аэродромных и технических сооружений. Сейчас достроена взлётно-посадочная полоса составляет в длину 3050 м, протяжённость магистральной и рулёжных дорожек для самолётов свыше 29 км. Взлётно-посадочная полоса по своим техническим показателям способна принимать все виды самолётов.
Летом 1958 года из областного центра г. Житомир до пгт Озёрное было налажено постоянное автобусное сообщение по маршруту № 15 (с 2003 года — № 115) «Житомир (Житний рынок) — Озёрное». За это время был значительно расширен военный городок, построены новые помещения детского сада, почты, поликлиники, пятиэтажные жилые дома. Весомый вклад в застройку гарнизона сделали военные строители, которые на протяжении более двух десятков лет были расположены в гарнизоне. На 1989 год гарнизон насчитывал 15 отдельных воинских частей, сейчас осталось гораздо меньше, в частности, 9-я бригада тактической авиации, имеющего на вооружении истребители Су-27 и МиГ-29. Фильм «Нежность к ревущему зверю» сняли на базе аэродрома в 1982 году о самолётах Ту-22.

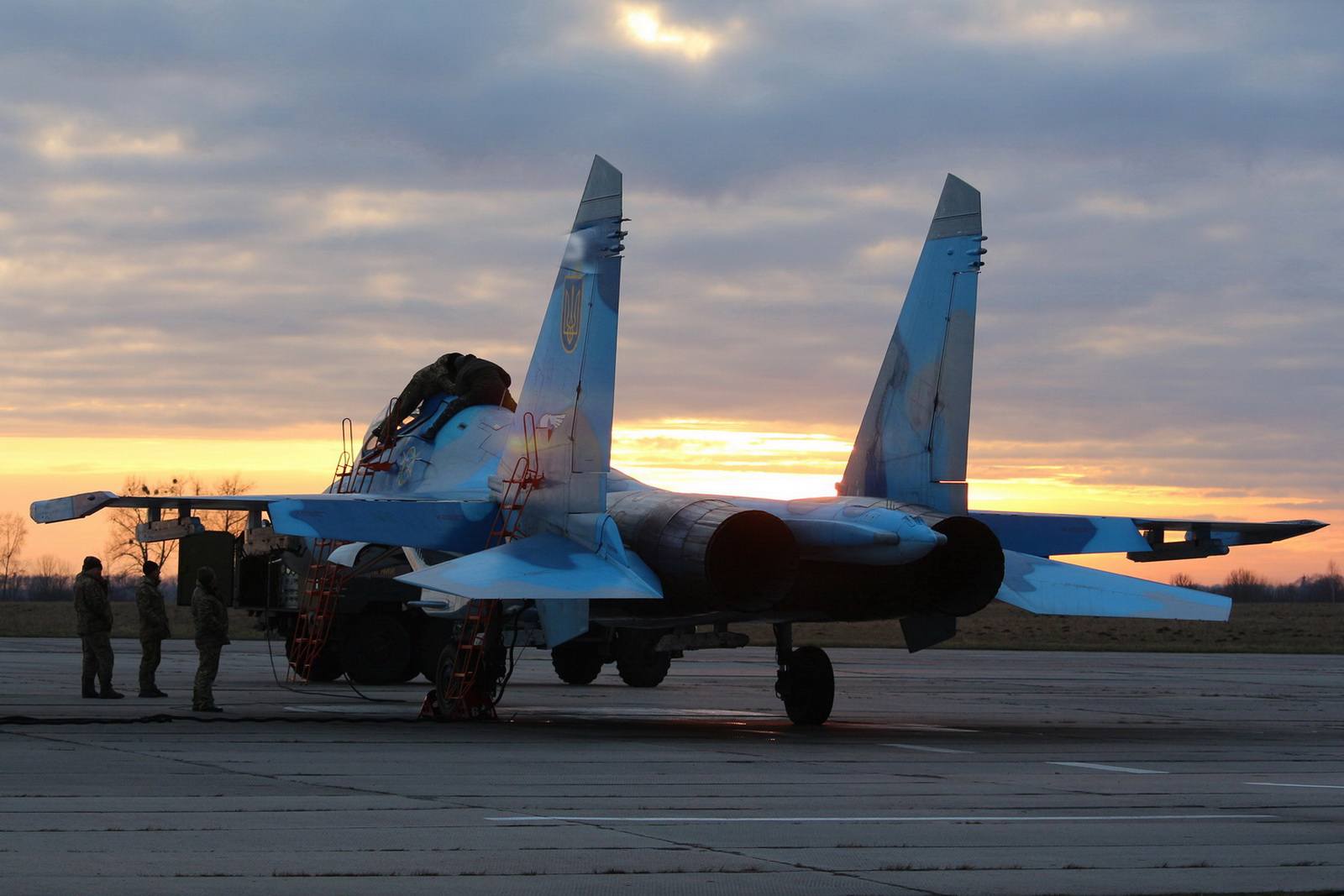
Су-27 на аэродроме «Озёрное», 2018 год

После провозглашения независимости Украины аэродром «Озёрное» был передан в состав вооружённых сил Украины, бывший 341-й ТБАП (в/ч 27882) был реорганизован. В дальнейшем аэродром стал местом дислокации 39-й бригады тактической авиации ВВС Украины.

## Информация
В Озёрном есть всего лишь одна улица — Авиационная (находится во всём Озёрном), улица очень большая.

## Население
| 2001 5913 | 2012 5839 |
| --------- | --------- |

### Языковой состав
Родной язык населения по данным переписи 2001 года:
| Язык       | Численность, чел. | Доля     |
| ---------- | ----------------- | -------- |
| Украинский | 4 343             | 73,45 %  |
| Русский    | 1 553             | 26,26 %  |
| Другие     | 17                | 0,29 %   |
| Итого      | 5 913             | 100,00 % |

## Галерея

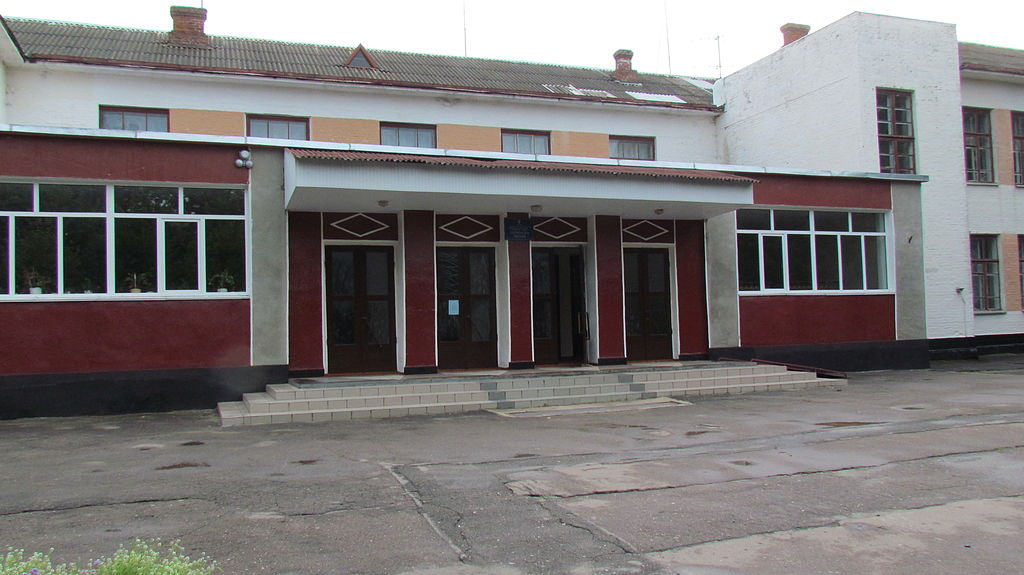
Гимназия
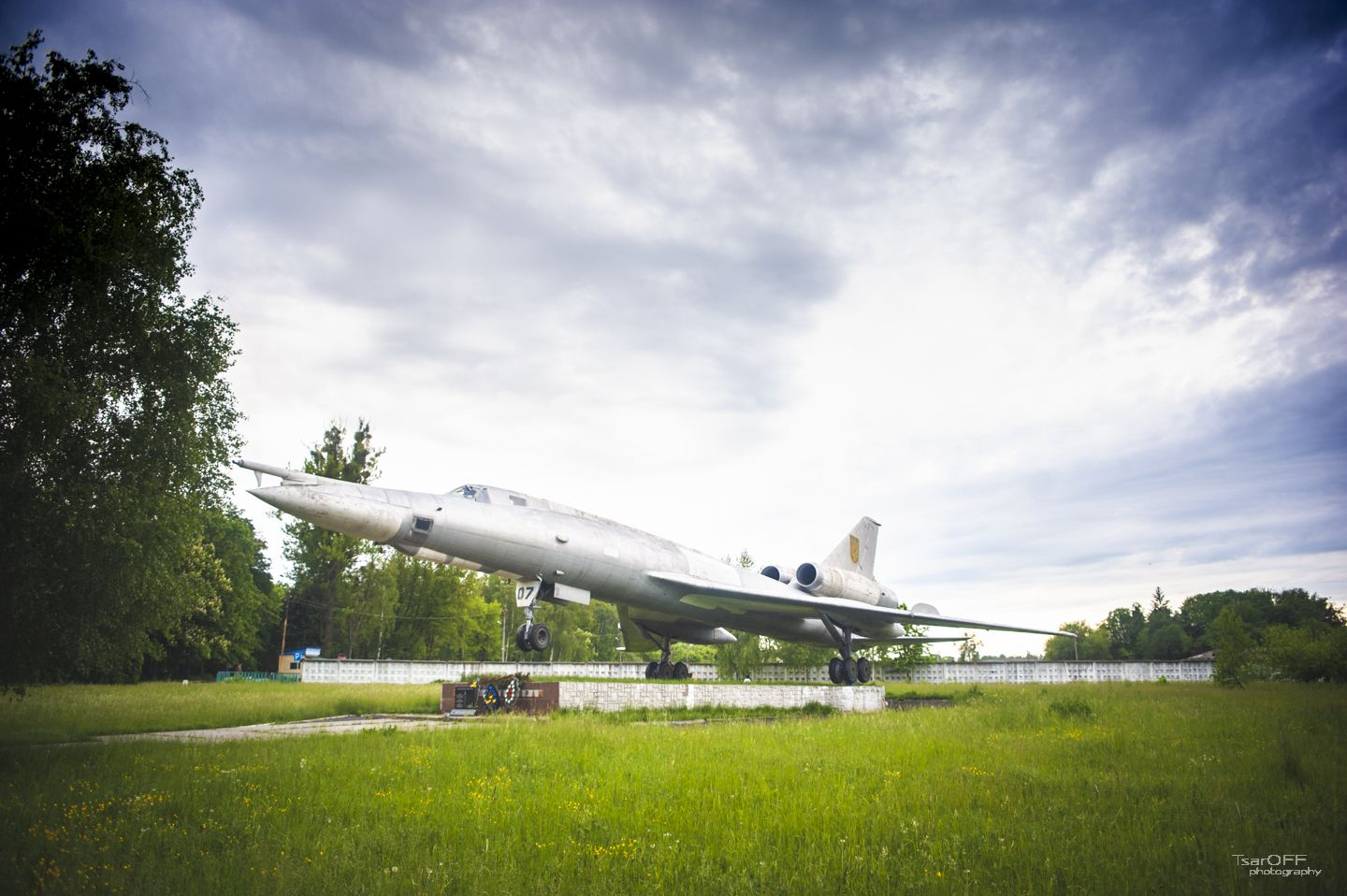
Памятник авиаторам при въезде в гарнизон
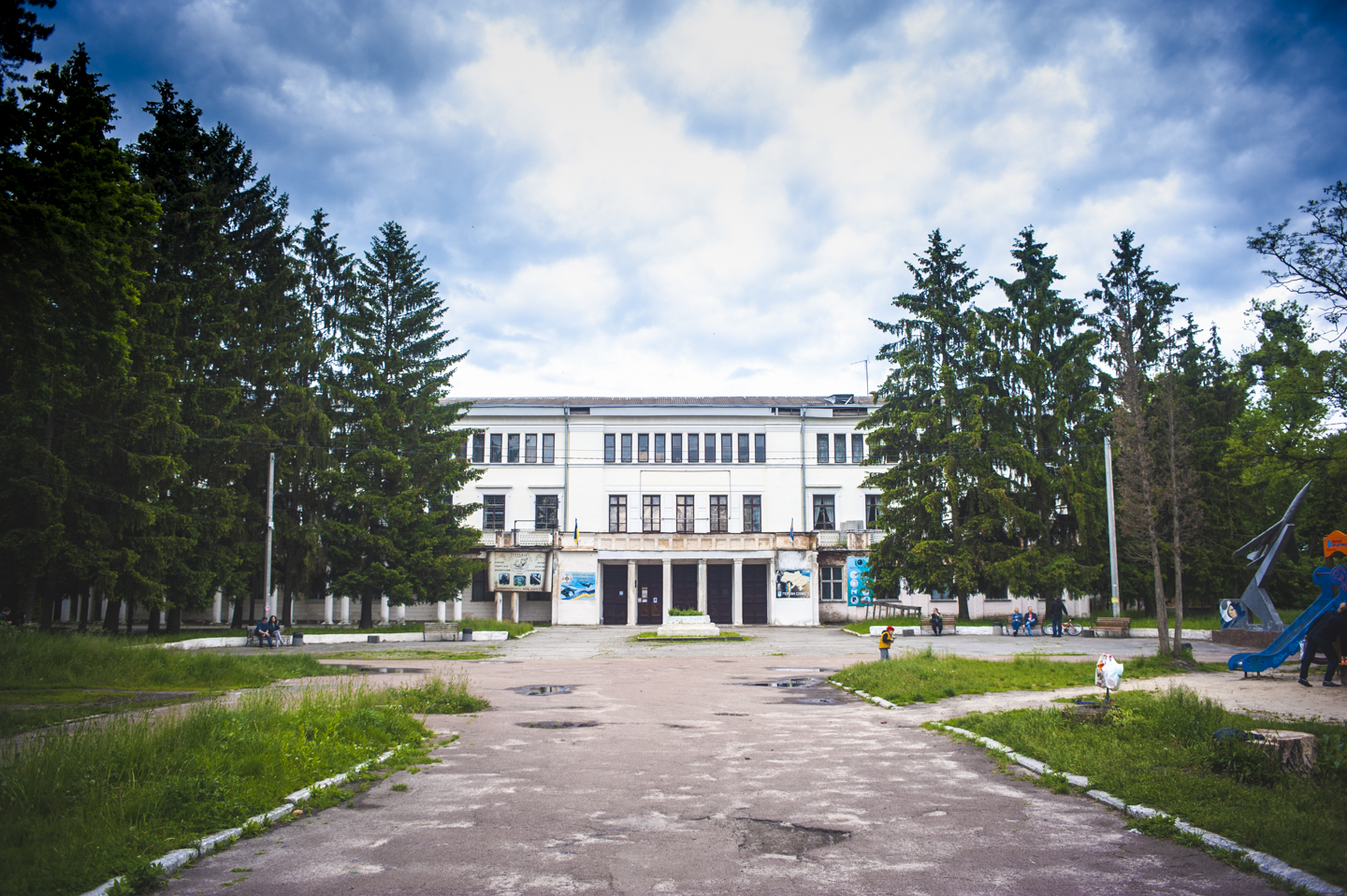
Гарнизонный Дом офицеров
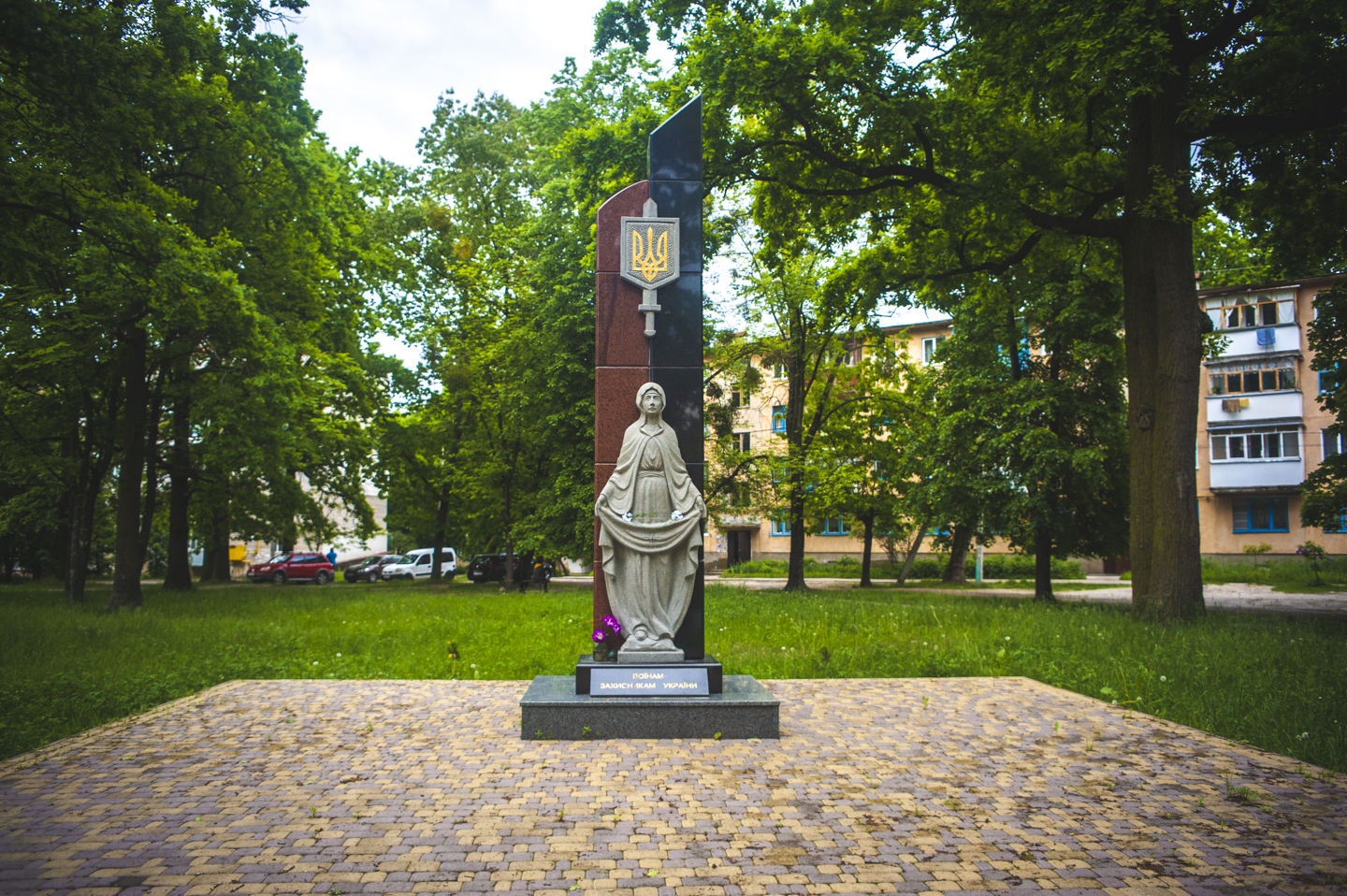
Монумент воинам защитникам Украины
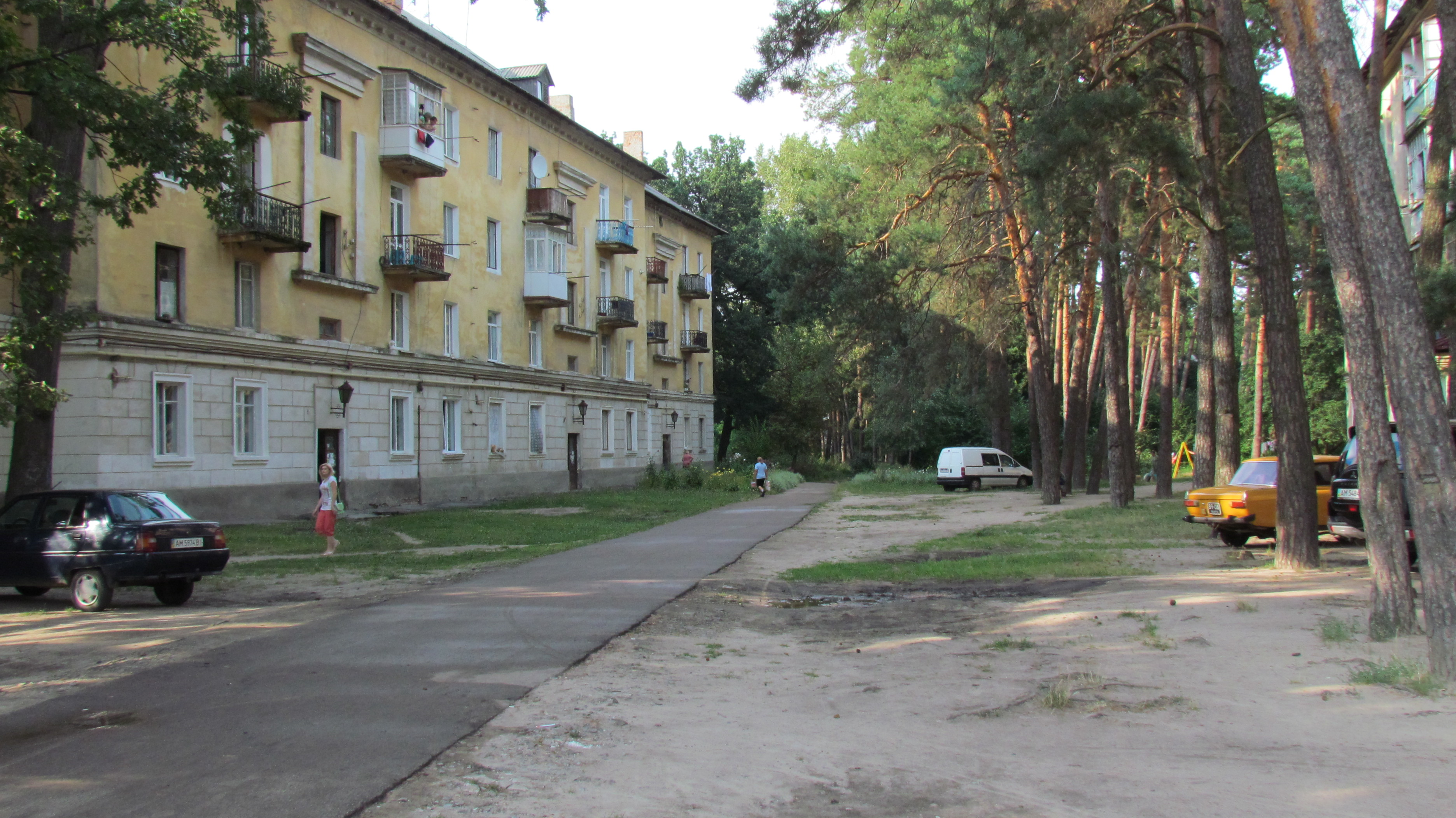
Жилой квартал

## Адрес поселкового совета
12441, Житомирская обл., Житомирский р-н, пгт Новогуйвинское, ул. Дружбы Народов, 5.